# Call Me Maybe
Call Me Maybe – piosenka kanadyjskiej piosenkarki Carly Rae Jepsen wydana w 2011 roku przez 604 Records.
Utwór został napisany przez Jepsen oraz Tavisha Crowe’a jako folkowa piosenka, jednak następnie producent Josh Ramsay przearanżował ją w stylu tanecznego popu. Utwór został wydany 10 czerwca 2011 przez wytwórnię 604 Records początkowo tylko w Kanadzie. O piosence zrobiło się głośniej za sprawą Justina Biebera i Seleny Gomez, którzy tweetowali o niej. Jepsen została zauważona i podpisała kontrakt z wytwórnią School Boy, dzięki czemu w 2012 roku singel „Call Me Maybe” zdobył olbrzymią międzynarodową popularność i dotarł na pierwsze miejsca list przebojów w kilkunastu krajach na całym świecie. Piosenka znalazła się na EP-ce Curiosity, a potem także na płycie długogrającej Kiss. Światowa sprzedaż singla przekroczyła 18 milionów kopii już w 2015 roku i obecnie jest to wciąż największy przebój Carly Rae Jepsen.
Teledysk do piosenki wyreżyserował Ben Knechtel. Został on wydany w marcu 2012.

## Lista ścieżek
| - Digital download 1. „Call Me Maybe” – 3:13 - Digital download (EP) 1. „Call Me Maybe” – 3:13 2. „Both Sides Now” – 3:53 3. „Talk to Me” – 2:50 4. „Call Me Maybe” (Instrumental Version) – 3:13 | - Digital download (Remixes) 1. „Call Me Maybe” (Manhattan Clique Remix) – 5:56 2. „Call Me Maybe” (Almighty Club Mix) – 6:58 3. „Call Me Maybe” (10 Kings vs. Ollie Green Remix) – 3:08 4. „Call Me Maybe” (Coyote Kisses Remix) – 4:46 - Singel CD 1. „Call Me Maybe” – 3:13 2. „Both Sides Now” – 3:53 |

## Pozycje na listach przebojów
| Kraj                                | Pozycja | Certyfikat           |
| ----------------------------------- | ------- | -------------------- |
| Australia (ARIA Charts)             | 1       | 13 × platynowa płyta |
| Austria (Ö3 Austria Top 40)         | 3       | platynowa płyta      |
| Dania (Track Top-40)                | 1       | 4 × platynowa płyta  |
| Finlandia (Musiikkituottajat)       | 1       | złota płyta          |
| Francja (SNEP)                      | 1       |                      |
| Hiszpania (Promusicae)              | 7       | złota płyta          |
| Holandia (MegaCharts)               | 2       | 2 × platynowa płyta  |
| Irlandia (IRMA)                     | 1       |                      |
| Japonia (Japan Hot 100)             | 3       | diamentowa płyta     |
| Kanada (Billboard Canadian Hot 100) | 1       | diamentowa płyta     |
| Korea Południowa (Gaon Chart)       | 18      |                      |
| Niemcy (GfK Entertainment)          | 3       | 5 × złota płyta      |
| Norwegia (VG-lista)                 | 1       |                      |
| Nowa Zelandia (Recorded Music NZ)   | 1       | 3 × platynowa płyta  |
| Polska (AirPlay – Top)              | 1       |                      |
| Stany Zjednoczone (Hot 100)         | 1       | diamentowa płyta     |
| Szwajcaria                          | 1       | 3 × platynowa płyta  |
| Szwecja (Sverigetopplistan)         | 2       | 4 × platynowa płyta  |
| Wielka Brytania (UK Singles Chart)  | 1       | 3 × platynowa płyta  |
| Włochy (FIMI)                       | 2       | 2 × platynowa płyta  |